# Christopher Nicole
Pour les articles homonymes, voir Nicole.
Christopher Nicole, né le 7 décembre 1930 à Georgetown au Guyana et mort le 2 novembre 2017 à Guernesey, est un écrivain britannique prolifique utilisant un grand nombre de pseudonymes.

## Biographie
Il est l'enfant de parents écossais. Son père est officier de police. Il fait des études au Queen's College (en), puis au Harrison College à Bridgetown à la Barbade. Jusqu'en 1956, il travaille pour la Banque royale du Canada. En 1957, il s'installe à Guernesey et se consacre à l'écriture.
En 1959, il publie son premier roman Off White. Écrivain prolifique, il utilise plusieurs pseudonymes, dont celui de Max Marlow (en) en commun avec sa seconde épouse Diana Bachmann (en) pour des romans historiques. Il aborde plusieurs genres littéraires : roman policier, roman d'espionnage, thriller, roman de guerre, romance, roman d'amour, roman pour la jeunesse, créant un grand nombre de séries ou de sagas.
Sous le pseudonyme d'Andrew York, il crée le personnage de Jonas Wilde, un agent secret dont la mission est de tuer toute personne suspectée de causer des problèmes pour la sécurité de la Grande-Bretagne. Le premier roman de cette série L'Éliminateur (The Eliminator) est publié en 1966 et traduit en 1967 à la Série noire. Il est adapté dans un film britannique en 1967 réalisé par Seth Holt sous le titre Le Coup du lapin (Danger Route). La particularité des neuf titres originaux de cette série est de terminer par la même consonance finale « tor ». Deux autres titres de la série seront traduits : Le Coordinateur (The Co-ordinator) aux Presses de la Cité et Tueur en Médoc (The Expurgator) chez Hachette.

## Œuvre

### Romans

#### Romans signés Christopher Nicole

##### SagaAmyot
- Amyot's Cay (1964)
  - Les Derniers Jours des pirates, Fleuve noir, 1967
- Blood Amyot (1964)
  - L'Île passionnée, Fleuve noir (1967)
- The Amyot Crime (1965)
  - La Dernière des Amyot, Fleuve noir (1969)

##### SagaCaribee of the Hiltons
- Caribee (1974)
- The Devil's Own (1975)
- Mistress of Darkness (1976)
- Black Dawn (1977)
- Sunset (1978)

##### SagaThe Haggard Chronicles
- Haggard (1980)
  - La Colline de Derleth, Alizés (1987)
- Haggard's Inheritance (1981) (autre titre The Inheritors)
  - L'Héritage des Haggard, Alizés (1987)
- Young Haggards (1982)

##### SérieChina
- The Crimson Pagoda (1983)
- The Scarlet Princess (1984)
- Red Dawn (1985)

##### SérieThe Sun of Japan
- The Sun Rises (1984)
- The Sun and the Dragon (1985)
- The Sun on Fire (1987)

##### SagaBlack Majesty
- The Seeds of Rebellion (1984)
- Wild Harvest (1985)

##### SagaMcGann
- Old Glory (1986)
- The Sea and the Sand (1986)
- Iron Ships, Iron Men (1987)
- Wind of Destiny (1987)
- The Passion and the Glory (1988)
- Raging Sea, Searing Sky (1990)

##### SérieKenya
- The High Country (1988)
- The Happy Valley (1989)

##### SagaMurdoch Mackinder
- The Regiment (1988)
- The Command (1989)
- The Triumph (1989)

##### SériePearl of the Orient
- Pearl of the Orient (1988)
- Dragon's Blood (1989)
- Singapura (1990)
- Dark Sun (1990)

##### SérieSword of India
- Sword of Fortune (1990)
- Sword of Empire (1991)

##### SagaDawson
- Days of Wine and Roses? (1991)
- The Titans (1992)
- Resumption (1992)
- The Last Battle (1993)

##### SérieBloody Sun
- Bloody Sunrise (1993)
- Bloody Sunset (1994)

##### SagaRussian
- The Seeds of Power (1994)
- The Masters (1995)
- The Red Tide (1995)
- The Red Gods (1996)
- The Scarlet Generation (1996)
- Death of a Tyrant (1997)

##### SérieArms Trade
- The Trade (1997)
- Shadows in the Sun (1998)
- Guns in the Desert (1998)
- Prelude to War (1999)

##### SérieBerkeley Townsend
- To All Eternity (1999)
- The Quest (2000)
- Be Not Afraid (2000)

##### SagaJessica Jones
- The Search (2001)
- Poor Darling (2002)
- The Pursuit (2002)
- The Voyage (2003)
- The Followers (2004)
- A Fearful Thing (2005)

##### SagaAnna Fehrbach
- Angel from Hell (2006)
- Angel in Red (2006)
- Angel of Vengeance (2007)
- Angel in Jeopardy (2007)
- Angel of Doom (2008)
- Angel Rising (2008)
- Angel of Destruction (2009)
- Angel of Darkness (2009)

##### SagaJane Elizabeth Digby
- Dawn of a Legend (2010)
- Twilight of a Goddess (2010)

##### SérieQueen of Jhansi
- Manu (2011)
- Queen of Glory (Indian Mutiny) (2012)

##### Autres romans
- Off White (1959)
- Shadows in the Jungle (1961)
- Ratoon (1962)
  - Au cri de liberté, Fleuve noir (1963)
- Dark Noon (1963)
- White Boy (1966)
  - Un petit Blanc, Fleuve noir (1969)
- The Self Lovers (1968)
- Thunder and the Shouting (1969)
- Where the Cavern Ends (1970)
- The Longest Pleasure (1970)
- The Face of Evil (1971)
- Lord of the Golden Fan (1973)
- Heroes (1973)
- The Secret Memoirs of Lord Byron (1979) (autre titre Lord of Sin)
  - Les Mémoires secrets de lord Byron, Buchet-Chastel, (1982)
- The Ship with No Name (1987)
- China (1999)
- Ransom Island (2001)
- Demon (2003)
- The Falls of Death (2004)
- Cold Country, Hot Sun (2005)

#### Romans signés Peter Grange
- King Creole (1966)
- The Devil's Emissary (1968)
- The Tumult at the Gate (1970)
- The Golden Goddess (1973)

#### Romans signés Andrew York

##### SérieJonas Wilde
- The Eliminator (1966)
  - L'Éliminateur, Série noire no 1165 (1967)
- The Co-ordinator (1968)
  - Le Coordinateur, Presses de la Cité (1968)
- The Predator (1968)
- The Deviator (1969)
- The Dominator (1969)
- The Infiltrator (1971)
- The Expurgator (1972)
  - Tueur en Médoc, Hachette (1973)
- The Captivator (1973)
- The Fascinator (1975)

##### SagaOperations by Jonathan Anders
- The Doom Fisherman (1969) (autre titre Operation Destruct)
- Manhunt for a General (1970) (autre titre Operation Manhunt)
- Appointment in Kiltone (1972) (autre titre Operation Neptune)

##### SagaTallant for
- Tallant for Trouble (1977)
- Tallant for Disaster (1978)
- Tallant for Terror (1995)
- Tallant for Democracy (1996)

##### Autres romans
- Dark Passage (1976)
- The Combination (1983)

#### Roman signé Robin Cade
- The Fear Dealers (1974)

#### Romans signés Mark Logan

##### SagaNicholas Minnett
- Tricolour (1976) (autre titre The Captain's Woman)
- Guillotine (1976) (autre titre French Kiss)
- Brumaire (1978) (autre titre December Passions)

#### Romans signés Christina Nicholson
- Power and the Passion (1977)
- The Savage Sands (1978)
- Queen of Paris (1979)

#### Romans signés Alison York
- The Fire and the Rope (1979)
- The Scented Sword (1980)
- No Sad Song (1987)
- A Secret Truth (1987)
- That Dear Perfection (1988)
- The Maxton Bequest (1989)
- A Binding Contract (1990)
- Summer in Eden (1990)
- Love's Double Fool (1991)
- Distant Shadows (1992)
- Tomorrow's Harvest (1992)
- Dear Enemy (1994)
- Free to Love (1995)

#### Romans signés Leslie Arlen

##### SagaThe Borodins
- Love and Honor (1980)
- War and Passion (1981)
- Fate and Dreams (1981)
- Hope and Glory (1982)
- Rage and Desire (1982)
- Fortune and Fury (1984)

#### Roman signé Robin Nicholson ou C.R. Nicholson
- A Passion for Treason (1981) (autre titre The Friday Spy)

#### Romans signés Daniel Adams

##### SagaGrant
- Brothers and Enemies (1982)
- Defiant Loves (1984)

#### Romans signés Simon McKay

##### SérieAnderson Line
- The Seas of Fortune (1983)
- The Rivals (1985)

#### Romans signés Caroline Gray

##### TrilogieHelier L'Eree
- Spawn of the Devil (1994)
- Sword of the Devil (1994)
- Death of the Devil (1994)

##### SagaMayne
- A Woman of Her Time (1995)
- A Child of Fortune (1996)

##### SagaColonial Caribee
- The Promised Land (1997)
- The Phoenix (1998)
- The Torrent (1999)
- The Inheritance (1999)

##### Autres romans
- First Class (1984)
- Hotel de Luxe (1985)
- Victoria's Walk (1986)
- White Rani (1986)
- The Third Life (1988)
- The Shadow of Death (1989)
- Blue Water, Black Depths (1990)
- The Daughter (1992)
- Golden Girl (1992)
- Spares (1993)
- Crossbow (1996)
- Masquerade (1997)

#### Romans signés Alan Savage

##### SérieEight Banners
- The Eight Banners (1992)
- The Last Bannerman (1993)

##### SagaEleanor of Aquitaine
- Eleanor of Aquitaine (1995)
- Queen of Love (1995)

##### SérieThe Sword
- The Sword and the Scalpel (1996)
- The Sword and the Jungle (1996)
- The Sword and the Prison (1997)
- Stop Rommel! (1998)
- The Afrika Corps (1998)
- The Traitor Within (1999)

##### SérieCommando
- Commando (1999)
- The Cause (2000)
- The Tiger (2000)

##### SagaBalkan
- Partisan (2001)
- Murder's Art (2002)
- Battleground (2002)
- The Killing Ground (2003)

##### SagaFrench Resistance
- Resistance (2003)
- The Game of Treachery (2004)
- Legacy of Hate (2004)
- The Brightest Day (2005)

##### SagaRAF
- Blue Yonder (2005)
- Death in the Sky (2006)
- Spiralling Down (2007)
- The Whirlwind (2007)

##### SagaA Honourable Duncan Morant naval
- Storm Warning (2007)
- The Flowing Tide (2008)
- The Calm and the Storm (2008)
- The Vortex (2009)

##### Autres romans
- Ottoman (1990)
- Moghul (1991)
- Queen of the Night (1993)
- Queen of Lions (1994)

### Ouvrages non fictionnels signés Christopher Nicole
- West Indian Cricket: the Story of Cricket in the West Indies (1957)
- The West Indies: Their People and History  (1965)
- Introduction to Chess (1973)

## Adaptation
- 1967 : Le Coup du lapin (Danger Route), film britannique réalisé par Seth Holt, adaptation de L'Éliminateur (The Eliminator), avec Richard Johnson et Carol Lynley

## Sources
- Claude Mesplède, Les années "Série noire" : bibliographie critique d'une collection policière, vol. 3 : 1966-1972, Amiens, Editions Encrage, coll. « Travaux / 22 », 1994 (ISBN 978-2-906389-53-3), p. 98-99.
- Claude Mesplède et Jean-Jacques Schleret, SN, voyage au bout de la Noire : inventaire de 732 auteurs et de leurs œuvres publiés en séries Noire et Blème : suivi d'une filmographie complète, Paris, Futuropolis, 1982 (OCLC 11972030), p. 390

- (en) Cet article est partiellement ou en totalité issu de l’article de Wikipédia en anglais intitulé « Christopher Nicole » (voir la liste des auteurs).

- (en) Cet article est partiellement ou en totalité issu de l’article de Wikipédia en anglais intitulé « Christopher Nicole bibliography » (voir la liste des auteurs).